# Там, де тече ріка
«Там, де тече ріка» (англ. A River Runs Through It) — американський драматичний фільм 1992 року режисера Роберта Редфорда, знятий на основі напівавтобіографічної новели Нормана Макліна 1976 року. 
У ньому знялися Крейг Шеффер і Бред Пітт у ролях братів Маклін, Нормана і Пола, а також Том Скеррітт, Бренда Блетін і Емілі Ллойд.
Дія розгортається в місті Міссула, штат Монтана, і в її околицях. Історія розповідає про двох синів пресвітеріанського священика, одного старанного, а іншого бунтарського, як вони ростуть і досягають зрілості в регіоні Скелястих гір протягом приблизно періоду часу від Першої світової війни до перших днів Великої депресії, включаючи частину епохи сухого закону у США. 
Прем'єра фільму відбулася на Міжнародному кінофестивалі в Торонто 1992 року, а в США він вийшов 9 жовтня. Фільм отримав позитивні відгуки та був номінований на чотири премії Оскар, включаючи найкращий адаптований сценарій, а також переміг у категорії найкраща операторська робота. Роберт Редфорд був номінований на премію «Золотий глобус» як найкращий режисер.

## У ролях
- Крейг Шеффер — Норман Маклін
- Бред Пітт — Пол Маклін
- Том Скерріт — преподобний Джон Маклін
- Бренда Блетін — місіс Маклін
- Емілі Ллойд — Джессі Бьорнс
- Еді Макклерг — місіс Бьорнс
- Стівен Шеллен — Ніл Бьорнс
- Ніколь Бердетт — Мейбл
- Джозеф Гордон-Левітт — юний Норман
- Роберт Редфорд — оповідач

## Нагороди та номінації

### Нагороди
- 1993 — премія «Оскар» за кращу операторську роботу (Філіп Руссело)
- 1993 — премія «Молодий актор» кращому актору молодше десяти років (Джозеф Гордон-Левітт)

### Номінації
- 1993 — дві номінації на премію «Оскар»: найкращий адаптований сценарій (Річард Фріденберг), найкраща музика до фільму (Марк Айшем)

## Зовнішні посилання
- «Там, де тече річка» на сайті IMDb (англ.)
- «Там, де тече річка» на сайті AllMovie (англ.)

- Там, де тече ріка на TCM Movie Database (англ.)
- Там, де тече ріка на сайті American Film Institute Catalog[en] (англ.)
- Рецензія на фільм (рос.)